# Mineralogija
Mineralogija je jedna od znanosti o Zemlji koja se bavi proučavanjem minerala, njihovog kemijskog sastava, kristalne strukture i fizičkih svojstava. Posebne discipline u mineralogiji proučavaju procese nastanka minerala i pojavne oblike, bave se klasifikacijom minerala, njihovim zemljopisnim rasprostranjenjem kao i mogućnostima uporabe. Mineralogijom se bave mineralozi.

## Povijesni razvoj
O najranijim poznatim proučavanjima, pretpostavkama i teoriji mineralogije pronađeni su zapisi iz antičke Babilona, potom antičkog grčko-rimskog razdoblje, antičkog i doba srednjeg vijeka Kine, i zapisi prana na sanskrtu iz stare Indije. Ipak, prve sistematske zanstvene studije minerala i stijena javile su se tek u Europi u razdoblju nakon renesanse. Opravdanost i potvrde proučavanja mineralogije uspostavljeni su na osnovama kristalografije i mikroskopskih proučavanja stijena (preparata) s pojavom mikroskopa u 17. stoljeću.

## Fizička mineralogija
Fizička mineralogija proučava fizičke osobine minerala. Opisom fizičkih svojebnosti najlakše se identificiraju, klasificiraju i kategoriziraju minerali.

## Sistematska mineralogija
Sistematska mineralogija je znanstvena disciplina unutar mineralogije koja se bavi sistematiziranjem i klasifikacijom minerala.

### Klasifikacija minerala
Klasifikacija minerala danas se temelji na njihovoj strukturnoj i kemijskoj srodnosti, odnosno po njihovim kristalokemijskim svojebnostima. 
Minerali se dijele u razrede (njih 13 ukupno). Razredi se mogu sastojati od više mineralnih tipova, a svaki mineralni tip može biti sastavljen od više mineralnih skupina. 
Podjela na razrede bazira se na poznavanju kemijskih svojstava, kemijskog sastava te stehiometrijskih odnosa elemenata koji grade mineral. Da bi se neki mineralni razred podijelio na mineralne tipove, potrebo je pouzdano znanje o stehiometrijskim odnosima. Želimo li neki mineralni tip podijeliti na mineralne grupe, moramo dodatno poznavati i kristalnu strukturu minerala.

### Mineralna skupina
Mineralnu skupinu čine minerali koji imaju isti oblik strukture i kod takvih minerala, u većini slučajeva, postoji mogućnost izomorfnih zamjena, odnosno pojava čvrstih otopina. 
Pri svrstavanju minerala u pojedine skupine, odnosno tipove, mogu postojati i izuzeci. Na primjer, skupinu ugljika čine dijamant (C) i grafit (C), iako ta dva minerala imaju posve različite strukture; također, razred sulfida sadržava ne samo spojeve elemenata sa sumporom, već i s telurom te selenom... itd.
- Kristalna rešetka
- Oblik kristala
- Sraslaci
- Kalavost
- Sjajnost
- Boja
- Ogreb
- Tvrdoća
- Gustina minerala

## Vanjske poveznice
Mrežna mjesta
- mineralogija Hrvatska enciklopedija
- Mineraloško-petrografski zavod Prirodoslovno-matematičkog fakulteta u Zagrebu
- Zavod za mineralne sirovine, Hrvatskog geološkog instituta
- mineralozi  Arhivirana inačica izvorne stranice od 13. prosinca 2021. (Wayback Machine), Vodič kroz zanimanja (1998.)
- Carstvo minerala, nova-akropola.com